# Hermine Straßmann-Witt
Hermine Anna Straßmann-Witt (* 11. Januar 1868 in Aachen; † 20. Dezember 1946 in Berlin) war eine deutsche Theater- und Stummfilmschauspielerin.

## Leben und Wirken
Die Tochter der Schauspieler Julius und Fanny Witt schlug gleich ihren Eltern die Bühnenlaufbahn ein. Ihren ersten Auftritt absolvierte sie bereits 1880 als Kind in Düsseldorf. 1889 wurde sie als „erste Liebhaberin“ ans Stadttheater Leipzig engagiert. 1891 verließ sie mit ihrem Gatten Julius Straßmann das Ensemble dieser Bühne und zog sich zunächst ins Privatleben zurück. Zwischenzeitlich beteiligte sie sich an einer Amerika-Tournee ihres Mannes. Als Julius Straßmann 1901 die Direktion des Deutschen Theaters in Hannover übernahm, kehrte auch sie zur Bühne zurück und spielte z. B. die Frau von Disnak in Richard Skowronneks Schauspiel Das schwarze Schäflein, die Gräfin Beate in Hermann Sudermanns Drama Es lebe das Leben und die Sabine in Paul Lindaus Nacht und Morgen.
Von 1919 bis 1922 trat Hermine Straßmann-Witt auch mehrfach vor Stummfilmkameras, u. a. für Lupu Picks expressionistischen Kammerspielfilm Scherben. Über ihr späteres Leben ist derzeit nichts bekannt. Sie starb 1946 in Berlin.
Ihre Schwester war Lotte Witt, ihre Schwiegereltern waren Josef Julius und Marie Straßmann. Auch diese drei waren Schauspieler.

## Filmografie
- 1919: Die Augen im Walde
- 1919: Kameraden
- 1919: Das Lied der Tränen
- 1919: Irenes Fehltritt
- 1919: Der Wirrwarr
- 1919: Das Glück der Irren
- 1920: Glasprinzessin
- 1920: Das Frauenhaus von Brescia
- 1920: Verlogene Moral
- 1920: Die Frau im Himmel
- 1921: Julot, der Apache
- 1921: Die Furcht vor dem Weibe
- 1921: Scherben
- 1921: Sturmflut des Lebens
- 1922: Zwischen Tag und Traum